# Обергуриг
Обергуриг или Хорња Хурка (њем. Obergurig, глсрп. Hornja Hórka) општина је у њемачкој савезној држави Саксонија. Једно је од 63 општинска средишта округа Бауцен. Према процјени из 2010. у општини је живјело 2.197 становника. Посједује регионалну шифру (AGS) 14625390.

## Географски и демографски подаци
Обергуриг се налази у савезној држави Саксонија у округу Бауцен. Општина се налази на надморској висини од 240 метара. Површина општине износи 9,8 km². У самом мјесту је, према процјени из 2010. године, живјело 2.197 становника. Просјечна густина становништва износи 223 становника/km².